# Ariel Montalbán
Ariel Montalbán Andreo, conocida también por su seudónimo Ariko (Águilas, 1 de marzo de 1992) es una ilustradora, historietista y autora de fanzines española.

## Formación
Ariel Montalbán inició su educación artística en el Instituto Jose Ibáñez Martin de Lorca. Después inició su carrera en Bellas Artes en Murcia, que más tarde completó en la Facultad de Bellas Artes de Granada.

## Carrera
En 2019, creó el fanzine Transition, el cual presentó como TFG de final de carrera de Bellas Artes.
En 2021 obtuvo el premio al Mejor Fanzine en el Salón del Manga Barcelona por su obra Transition, en la que contó con la colaboración de los autores RoosArtwork, Kiki Keewan, Pinkcrowberry y Violent Mantis.
En 2024 publicó el fanzine Guía Furry para Pringados, en colaboración con el autor chileno César Bigstar. El título consta en su totalidad de 28 páginas publicadas en blanco y negro, y está protagonizado exclusivamente por personajes de la cultura furry. En mayo expuso su charla El fanzine me salvó la vida: Historia y apoyo de la comunidad trans femenina en las Jornadas del Cómic de Valencia, visibilizando la labor de las mujeres trans en el cómic y el fanzine, especialmente dentro de la industria española. En junio de ese mismo año, su obra Cosplay obtuvo una mención honorífica en el 24º concurso de cómic de Nou Barris de Barcelona en la categoría a mejor cómic LGTBI.

## Obras
- Flama Fanzine #1-5 (Antología)
- Underspain (2016, Antología)
- Pokemon Let's Zine (2018, Antología)
- Transition #1-5 (2019-2025, Antología)
- One Shot Jam #1-4 (2021-2024, Antología)
- Guía Furry para Pringados (4 de marzo de 2024, junto con César Bigstar)
- Conviértete en samurái (3 de octubre de 2024, junto con Jairo Coronado y Leti Moregal)